# Bessy-sur-Cure
Bessy-sur-Cure is een gemeente in het Franse departement Yonne (regio Bourgogne-Franche-Comté) en telt 121 inwoners (1999). De plaats maakt deel uit van het arrondissement Auxerre.

## Geografie
De oppervlakte van Bessy-sur-Cure bedraagt 10,2 km², de bevolkingsdichtheid is 11,9 inwoners per km².
De onderstaande kaart toont de ligging van Bessy-sur-Cure met de belangrijkste infrastructuur en aangrenzende gemeenten.

## Demografie
Onderstaande figuur toont het verloop van het inwonertal (bron: INSEE-tellingen).